# Xella
Xella International GmbH ist eine Unternehmensgruppe mit Konzernzentrale in Duisburg-Huckingen, die Bau- und Dämmstoffe produziert und vertreibt.

## Unternehmen
Die Xella-Gruppe entwickelt, produziert und vertreibt Baustoffe und Dämmstoffe basierend auf mineralischen Ressourcen. Mit den Marken Ytong, Silka und Hebel gehört Xella zu den weltweit größten Herstellern von Porenbeton und Kalksandstein; Multipor steht für nicht brennbare mineralische Dämmplatten.
Xella bietet mit blue.sprint einen digitalen Service an, mit dem ein Bauobjekt virtuell erstellt werden kann, um eine effiziente Materialplanung vornehmen zu können. Dabei wird auf Basis eines IFC-Modells zusammengearbeitet. Es konnten so bis 20 Prozent der Rohbaukosten und 30 Prozent der Bauzeit eingespart werden.
Das Unternehmen ist mit 56 Werken in 21 Ländern präsent. Die Xella-Gruppe hat im Jahr 2024 mit rund 4351 Mitarbeitern einen Umsatz von 985,4 Millionen Euro erzielt.
Eigentümer der luxemburgischen Holdinggesellschaft Xella International Holdings ist der Finanzinvestor Lone Star, der die Mehrheit an der Xella-Gruppe 2017 von den beiden Private-Equity-Gesellschaften PAI partners (Frankreich) und Goldman Sachs Capital Partners (USA) übernahm, die die Xella-Gruppe im September 2008 von der Haniel-Gruppe übernommen hatten.

## Geschichte
Xella entstand als Umfirmierung aus der Haniel Bau-Industrie, die bereits seit den 1940er-Jahren existierte und ab 1948 Kalksandsteine produzierte. Noch unter dem Namen Haniel Bau-Industrie erwarb die Firma in den Jahren 2000 bis 2002 die Goslarer Fels-, die Hebel- und die Ytong-Werke. 2002 erfolgten erste Schritte in China sowie die Namensänderung in Xella Baustoffe. 2003 präsentierte sich das Unternehmen auf der Münchener Messe BAU unter neuem Namen. Im selben Jahr erfolgte die Trennung von der Beteiligung an der Norddeutschen Naturstein GmbH (NNG) in Flechtingen, die seit 2005 Tochter der Basalt-Actien-Gesellschaft war.

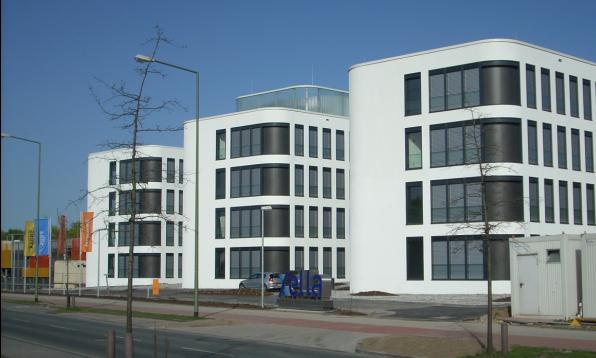
Xella Hauptverwaltung in Duisburg-Huckingen

Xella schloss dann zahlreiche Porenbeton-Werke, ausschließlich ehemalige Hebel-Werke. Mehrere hundert Arbeitsplätze gingen verloren.
Seit 2003 unterhält Xella in Brandenburg eine eigene Forschungs- und Entwicklungsgesellschaft mit zwei Standorten – einer in Emstal bei Lehnin, der andere in Brück bei Bad Belzig. Hier arbeiten Techniker in den drei Fachbereichen Anwendungsforschung/Bauphysik, Verfahrenstechnik und Produkt- und Prozessforschung. 2006 wurde das Unternehmen Halfen (Befestigungstechnik) mit Sitz in Langenfeld veräußert. In den Jahren 2007 und 2008 erfolgte eine weitere internationale Expansion in Osteuropa sowie in China und Russland.
2008 wurde Xella von Haniel an PAI partners und Goldman Sachs Capital Partners verkauft. In den Jahren 2009 und 2010 eröffnete Xella neue Ytong-Werke in Rumänien und China sowie ein Kalkwerk in Russland. Im April 2011 bezog Xella die neue Firmenzentrale in Duisburg-Huckingen. Am 11. Mai 2012 wurde das Gebäude der Xella Zentrale Axel-Eriksson-Haus getauft. Axel Eriksson, schwedischer Architekt und Forscher, hatte 1923 den Porenbeton erfunden.
Im März 2012 scheiterte die Übernahme der Aktienmehrheit der dänischen H+H International A/S mit Sitz in Kopenhagen. Das Bundeskartellamt untersagte die Übernahme, da diese die Entstehung einer marktbeherrschenden Stellung von Xella auf dem Markt für Porenbeton- und Leichtbetonsteine auf dem norddeutschen und dem westdeutschen Regionalmarkt erwarten lasse.
Ein möglicher Börsengang wurde im Oktober 2015 mit Verweis auf die unvorteilhafte Marktsituation abgesagt.
Im Dezember 2016 wurde bekannt, dass Xella an die Investmentgesellschaft Lone Star für eine ungenannte Summe verkauft wurde.
Im August 2017 gab Xella die Übernahme des spanischen Dämmstoff-Herstellers Ursa bekannt. Ursa wurde im Frühjahr 2022 an Etex verkauft.

## Marken
Die Xella-Gruppe hat die Marken Ytong, Silka, Multipor und Hebel. Als eines der wenigen europäischen Unternehmen der Baustoffindustrie betreibt Xella ein eigenes Technologie- und Forschungszentrum mit den drei Fachbereichen Produkt- und Prozessforschung, Qualitätssicherung und Anwendungsforschung/Bauphysik.

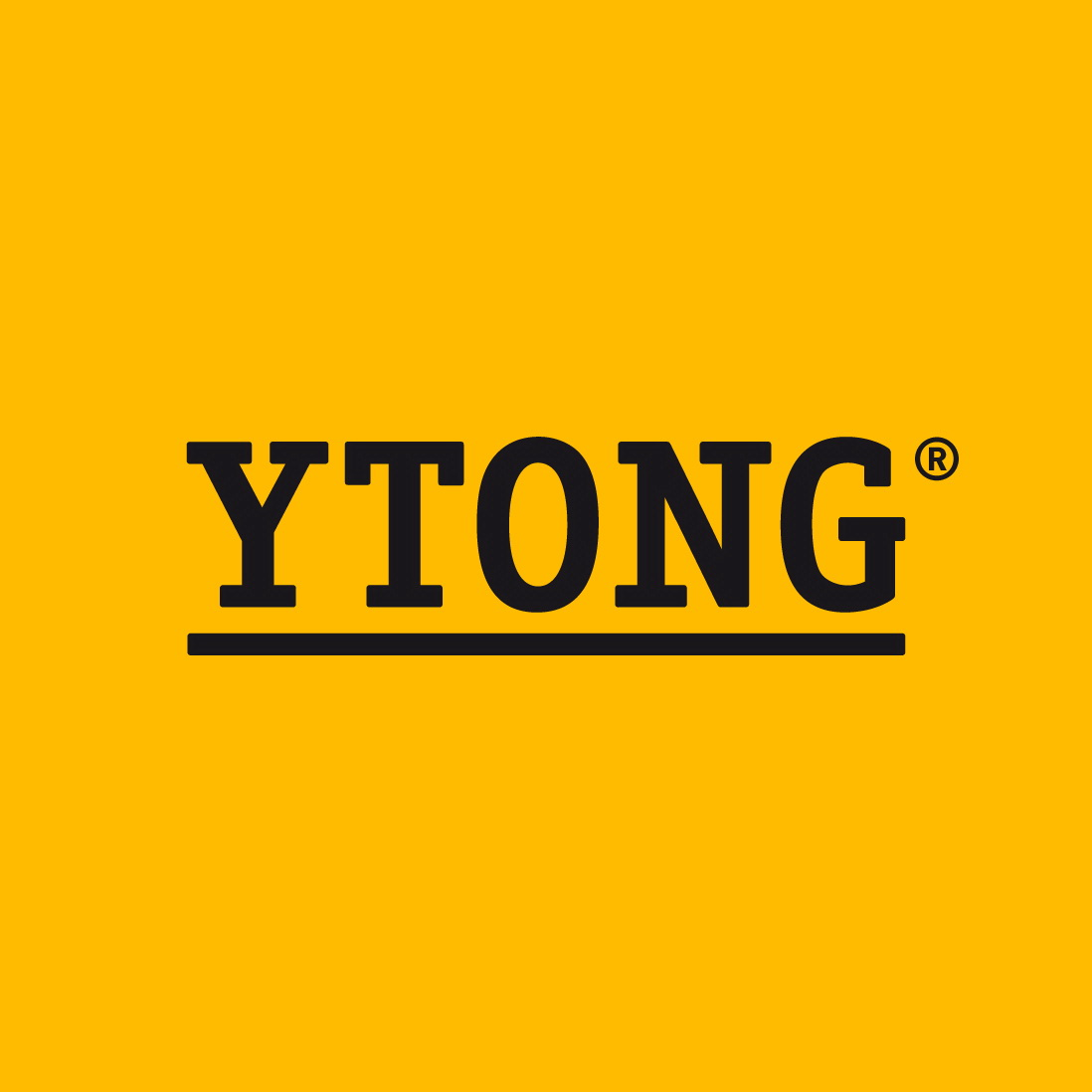
Ytong-Logo
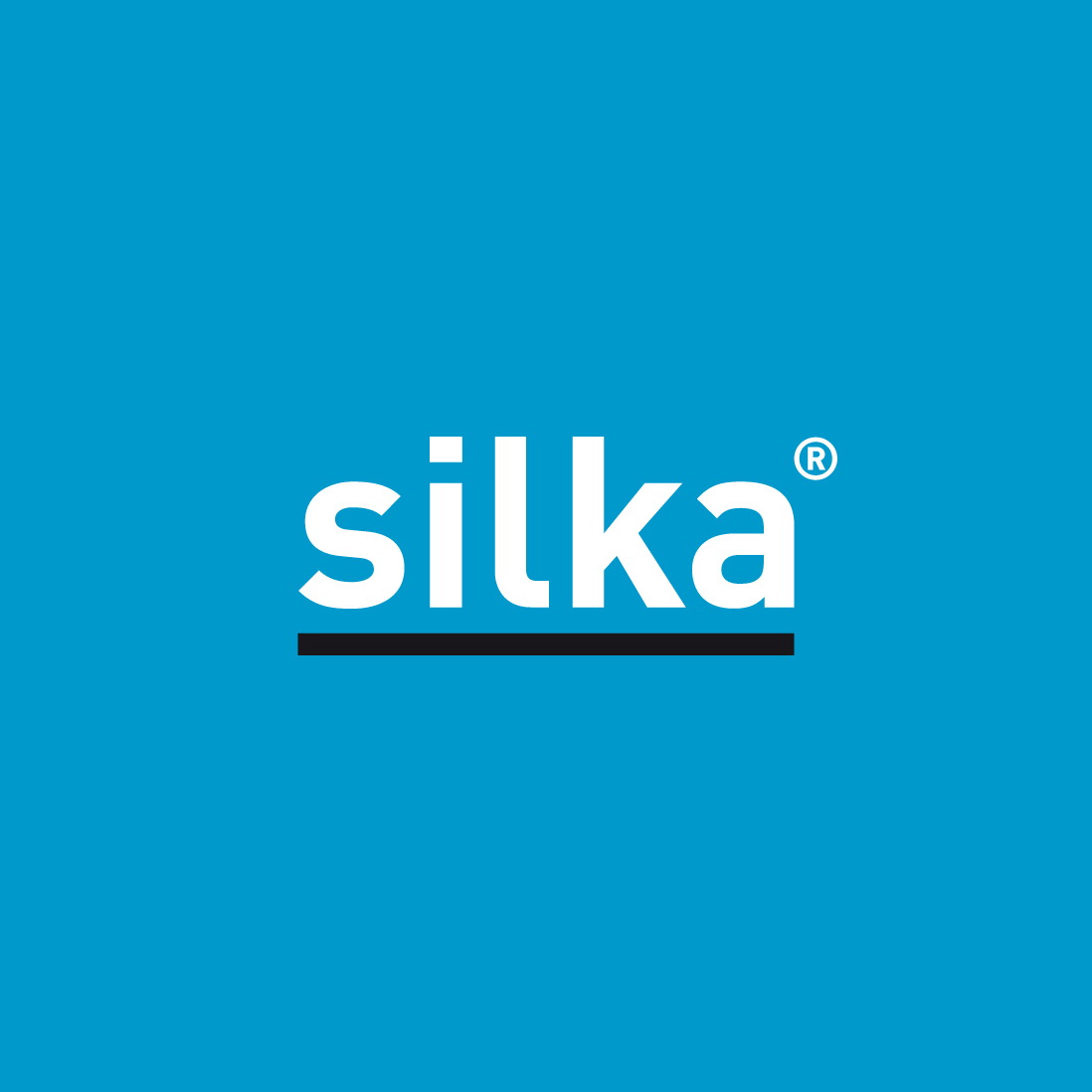
Silka-Logo
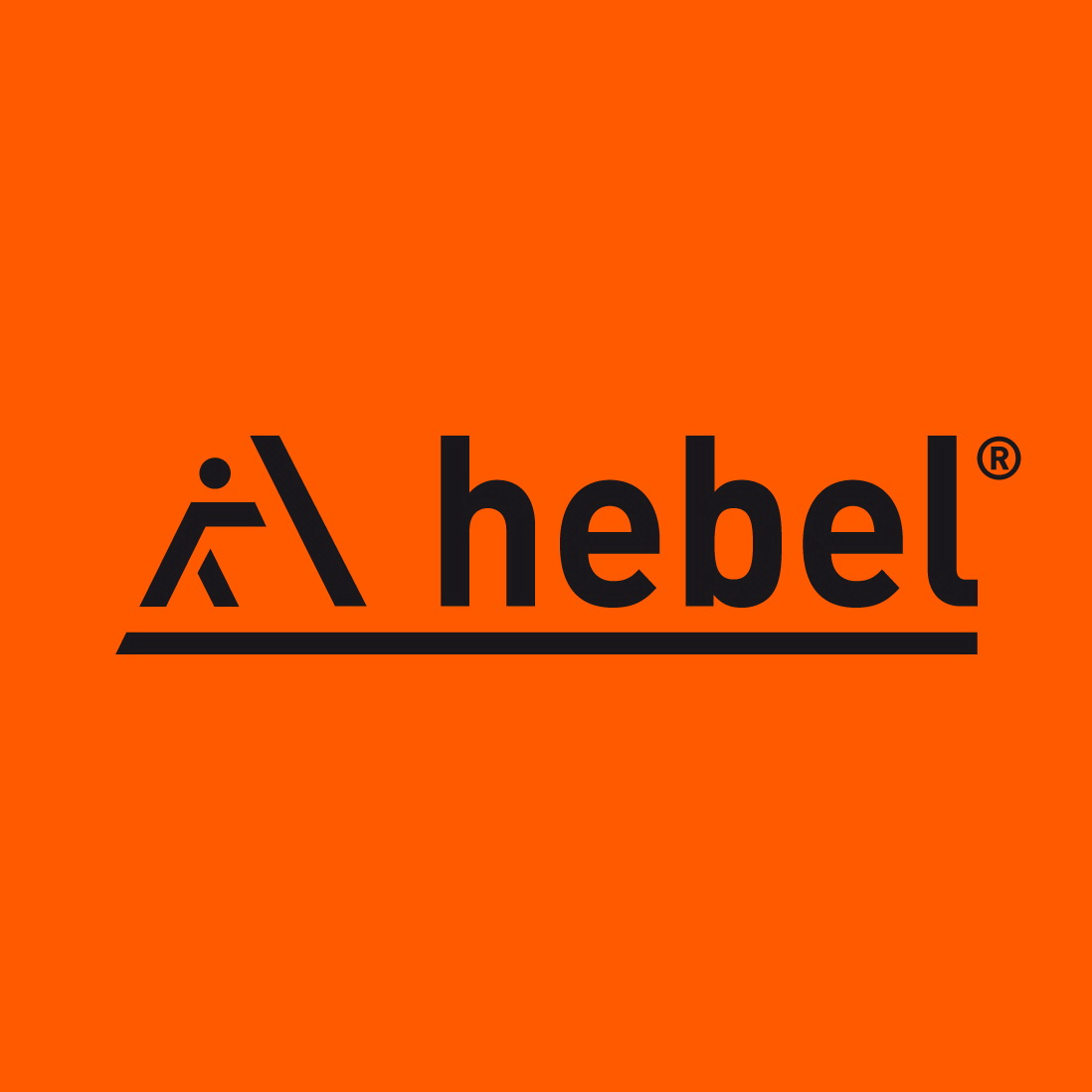
Hebel-Logo
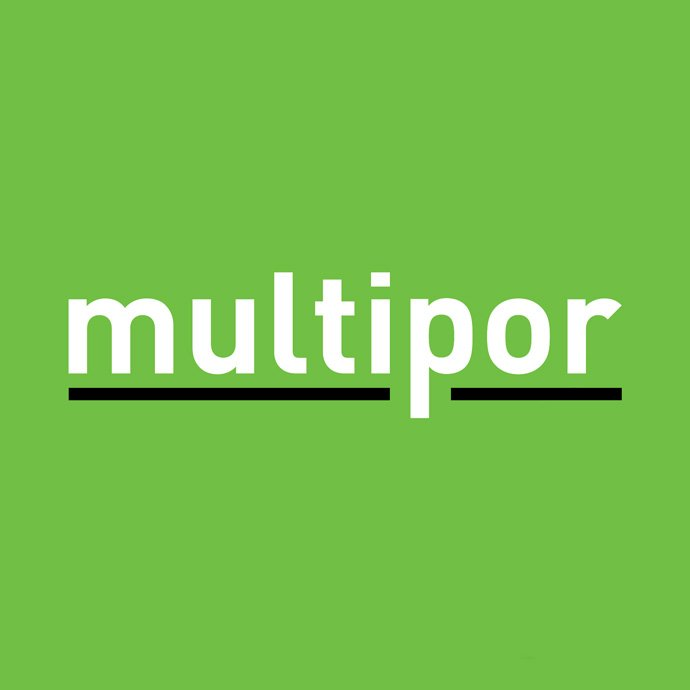
Multipor-Logo

## Sponsoring
Von 2006 bis 2008 war Xella Trikotsponsor des Fußball-Bundesligavereins MSV Duisburg.

## Kritik
Haniel Bau-Industrie (seit 2002 Xella) hat zwischen 1987 und 1996 in drei Werken minderwertige Kalksandsteine produziert und diese bis Anfang 1997 vertrieben. Die Kalksandsteine wurden unter Verwendung eines Kalksubstituts aus Rauchgasentschwefelungsanlagen produziert. Es können Risse oder Verformungen entstehen, wenn die Kalksandsteine permanenter Durchfeuchtung ausgesetzt sind.
In einem Gutachten des Bundesverbandes Kalksandsteinindustrie e. V. aus dem Jahr 1987 wurden Bedenken hinsichtlich der Haltbarkeit der Steine geäußert. Laut Xella bestehe aber keine Gefahr für die Hausbewohner. Sachverständige hätten bestätigt, dass nichts zusammenbrechen werde.
Eine strafrechtliche Verfolgung der Verantwortlichen kann laut der Zeitschrift Stern jedoch nicht ausgeschlossen werden. Die vom Stern genannte Zahl von 45.000 Häusern und die Schadenssumme zwischen 2,5 und 4,5 Milliarden Euro will Xella bislang nicht bestätigen. Eine Quantifizierung betroffener Gebäude sei wegen nicht transparenter Vertriebswege nicht möglich. Eventuell seien über Reste auf den Lagerplätzen oder beim Baustoffhändler 1996 oder Anfang 1997 noch betroffene Steine verbaut worden. Die Hochphase sei von 1991 bis 1993 gewesen.
Bislang wurden von Xella 382 Fälle bestätigt, davon seien 160 Häuser von Xella bereits saniert worden. Der wirtschaftliche Schaden, den das Unternehmen Haniel trägt, liege bisher bei 28 Millionen Euro. Für mögliche weitere Schadensleistungen hat die Haniel-Gruppe ihre Rückstellungen auf 63 Millionen Euro aufgestockt. Bei der Mehrzahl der betroffenen Häuser handelt es sich um Reihenhäuser oder Doppelhaushälften. Xella hat am 8. Dezember 2011 eine Übersicht der betroffenen Regionen veröffentlicht. Betroffen sind danach vor allem Duisburg und Umgebung, aber auch Düsseldorf, Moers und Krefeld. Insgesamt reicht der Schadenskorridor von der niederländischen Grenze bis in das Weserbergland.